# Quentin Garrouste

a Compétitions nationales et continentales officielles uniquement.

Quentin Garrouste, né le 3 février 1995, est un joueur de rugby à XIII français évoluant au poste de centre. Formé à Limoux, il fait ses débuts en senior au sein du même club et y remporte deux titres de Championnat de France en 2016 et 2017. Au cours de ce dernier, il y marque un essai en finale contre Lézignan.

## Biographie
Il est dans la vie responsable en développement commercial.
Après avoir raté la finale en 2016 en raison d'une fracture au poignet, il marque un essai lors de la finale du Championnat de France 2017 permettant à Limoux de remporter son deuxième titre d'affilée.

## Palmarès
- Vainqueur du Championnat de France : 2016[4], 2017 et 2023 (Limoux).
- Finaliste du Championnat de France : 2018 (Limoux).
- Finaliste de la Coupe de France : 2016 et 2018 (Limoux).

### En club
| Saison    | Club   | Compétition           | Matchs | Points | Essais | Goals | Drops |
| --------- | ------ | --------------------- | ------ | ------ | ------ | ----- | ----- |
| 2014-2015 | Limoux | Championnat de France | 14     | 20     | 5      | -     | -     |
| 2015-2016 | Limoux | Championnat de France | 12     | 20     | 5      | -     | -     |
| 2016-2017 | Limoux | Championnat de France | 15     | 20     | 5      | -     | -     |
| 2017-2018 | Limoux | Championnat de France | 15     | 12     | 3      | -     | -     |
| 2018-2019 | Limoux | Championnat de France | 11     | 8      | 2      | -     | -     |
| 2019-2020 | Limoux | Championnat de France | 10     | 12     | 3      | -     | -     |
| 2020-2021 | Limoux | Championnat de France | 6      | 12     | 3      | -     | -     |